# 田尻敏明
田尻 敏明（たじり としあき、1968年11月2日 - ）は福岡県を拠点に活動するナレーター、フリーアナウンサー、ローカルタレント。
自ら立ち上げた事務所である「ボイスファクトリー」で代表を務める。

## 人物
福岡県北九州市八幡東区出身、血液型O型。実家はタバコ店を営んでいる。
福岡県をはじめ九州を中心にテレビ番組やCMのナレーター、司会、ラジオパーソナリティ、イベントMC、さらに福岡アナウンススクールで講師として若手を育てるなど幅広く活動している。RKBラジオやFM FUKUOKAでは休日を中心にニュースアナウンサーも務める。
自ら顔真似のネタにするほど、三波豊和にそっくりである。

## 現在の担当番組
- 「＃さえのわっふる」（RKBラジオ、毎週月曜日-木曜日　13:00 - 17:00）（2023年9月28日-）- 木曜パートナー
- ダレカトタナカトタジリト（RKBラジオ）毎週日曜25:15 -
- RKBラジオニュース・RKBヘッドライン（RKBラジオ）

## 過去の担当番組（テレビ）

### NHK
- （九州ネット）「林家いっ平のテツタビのススメ」から

### KBC
- 長谷川法世ときめきポテト
- 気ままにLB（KBCテレビ）
「ジリータ」としてナレーターを務める。

### RKB
- みみたぶぅ - リポーター
- 「第37回オープントーナメント空手道選手権大会」司会進行・実況

### TVQ
- わがままラリアート - リポーター
- まる得ザウルス - リポーター
- 西田モリテン堂本舗 - リポーター
- ゆったり温泉シーサイドスパ - 司会
- ガリヤンナイト - 司会
- 00Ｑ探偵事務所 - 司会
- 格闘フリーク・電脳フリーク - 司会
- TVQお正月特別番組6時間生放送「まる生開運大勝負」- ゲーム実況・リポーター
- 新・おもしろ探検新春ＳＰ「グルメエステdeお正月inシンガポール」
- 「見てコンガリヤ2号」司会

### TVK
- テレビ神奈川「日本グルメ紀行」リポーター

### KKT
- KKT熊本県民テレビ「国民年金ミニソフトバレーボール大会」リポーター

### FBS
- ナイトシャッフル
- 我ら釣キング（福岡放送）ナレーター
- パチ王（福岡放送）ナレーター

### ケーブルTV
- J:COM×KBC　ケーブルニュース　キャスター
- J:COM福岡「福岡つながるＮｅｗｓ」キャスター
- 北九州ケーブルＴＶ「北九州ＰＲ番組」司会

## 過去の担当番組（ラジオ）

### TBS
- ネットワークトゥディ

### RKB
- 歌謡曲ヒット情報
- イケイケ! ラジオシティ!
- 歌のない歌謡曲　九州・沖縄生放送
- 「イケイケ！ラジオシティ！」コーナー担当　ほか
- タナカトタジリト
- 福岡市長選挙特別番組
- 福岡県知事選挙特別番組
- 参議院議員選挙特別番組
- 第13～18回選抜女子駅伝
- なんでもアリーナ日曜日
- 噂の地球防衛大作戦
- 晴れときどきヒーマン
- 王様のタマゴ

### KBC
- ラジオコング
- KBCラジオ「シティマラソン福岡」2003～2005
- KBCラジオ「解決！ワンステップ」

### FM福岡
- ニューエイジ・アース
- トゥデイズリポート
- ウェザーリポートFM福岡　新春READY GO!　～希望の轍2009～（2009年1月1日、6:00-11:00、12:00-16:00）
- 特別番組「ZX（エディックス）」
- 九州・道守の詩
- たまにはチューニングレディー
- レディーメード
- ブックバンク
- 中国残留孤児～京劇ｽﾀｰ渡辺千代子物語り
- ハブラジ
- FM福岡・FM大分「フクオカ・ストーリー」
- おいしいもの鑑定団

### NHKFM
- 自作ラジオドラマに出演（1年間）

### 天神FM
- 直方パーキングエリア
- タジちゃんのオフィスdeビアホール
- ヌードウェーブ・フライデー
- 天神ラジオクリニック
- 西部ガスレポート

### CROSS FM
- サタデーモーニングコール

### LOVE FM
- ラブFM「ミュージッククリッカー76.1」
- ラブFM特別番組「中世博多展」

### FM熊本
- ぶらり熊本サウンドギャラリー
- アイデア・ラッシュ